# 크로네커 델타
크로네커 델타(영어: Kronecker delta)는 선형대수학에서 정수 값을 가지는 두 개의 변수에 대해서 정의된 함수 혹은 텐서이다. 이 텐서의 이름은 수학자 레오폴트 크로네커의 이름에서 따왔다.

## 정의
크로네커 델타 δij는 다음과 같이 정의된다.
{\displaystyle \delta _{ij}\in \{0,1\}}
{\displaystyle \delta _{ij}={\begin{cases}1&i=j\\0&i\neq j\end{cases}}}
다시말하면, 이 함수는 두 개의 변수가 같은 값을 가지면 1이 되고, 그렇지 않으면 0이 된다. 예를 들어, δ12 = 0, δ33 = 1이다.
특별한 경우에 변수가 하나인 경우에는 흔히 다음과 같이 크로네커 델타 δi를 정의한다.
{\displaystyle \delta _{i}=\delta _{i0}={\begin{cases}1&i=0\\0&i\neq 0\end{cases}}}

### 일반화 크로네커 델타
좀 더 많은 성분을 가진 텐서에 대해서도 비슷한 성질을 갖는 아래의 텐서를 생각할 수 있다.
{\displaystyle \delta _{i_{1}i_{2}\dotso i_{n}}^{j_{1}j_{2}\dotso j_{n}}\in \{+1,-1,0\}}
이 텐서는 다음과 같이 정의된다.
- 만약 {\displaystyle (i_{1},i_{2},\dotsc ,i_{n})}이 {\displaystyle (j_{1},j_{2},\dotsc ,j_{n})}의 순열이 아니라면, 일반화 크로네커 델타의 값은 0이다.
- 만약 {\displaystyle (i_{1},i_{2},\dotsc ,i_{n})=(j_{\sigma (1)},j_{\sigma (2)},\dotsc ,j_{\sigma (n)})}이라면,  {\displaystyle \delta _{i_{1}\dotso i_{n}}^{j_{1}\dotso j_{n}}=(-)^{\sigma }\in \{\pm 1\}}이다.

물론, 만약 {\displaystyle n=1}일 경우 이는 원래 크로네커 델타의 정의와 일치한다.

## 성질
크로네커 델타의 가장 중요한 성질은 다음과 같이 임의로 합을 하면, 특정한 지표 i ∈ ℤ (정수)를 골라낼 수 있다는 성질이다.
{\displaystyle \sum _{j=-\infty }^{\infty }\delta _{ij}a_{j}=a_{i}}
이 성질은 디랙 델타 함수와 매우 비슷한 성질이기 때문에 흔히 크로네커 델타를 이산적인 경우의 델타 함수라고 하기도 한다.
또한, 데카르트 좌표계에서의 성분끼리의 미분도 크로네커 델타로 표현된다.
{\displaystyle {\partial x_{i} \over \partial x_{j}}=\delta _{ij}}

### 선형대수학적 성질
크로네커 델타를 텐서로 생각할 땐 텐서의 축약으로 특정 지표를 골라내는 성질을 간단하게 나타낼 수 있으므로 공변지표(covariant index) i와 반변지표(contravariant index) j를 사용해 {\displaystyle \delta _{j}^{i}}로 나타낸다.
이 (1,1) 텐서를 이용해 나타낼 수 있는 것들에는 다음과 같은 것들이 있다. (여기 아래에선 아인슈타인 표기법을 사용)
- 단위행렬, 선형 변환으로 생각할 때.

{\displaystyle v^{i}=\delta _{j}^{i}v^{j}}
- 대각합

{\displaystyle \mathrm {tr} (A)=\delta _{j}^{i}A_{i}^{j}}
- 내적

{\displaystyle {\vec {a}}\cdot {\vec {b}}=\delta _{j}^{i}a_{i}b^{j}}

### 선적분을 통한 표현
다음의 잉여 계산을 통해
{\displaystyle \oint {1 \over z^{n}}dz=\left\{{\begin{matrix}2\pi i&n=1\\0&{\textrm {otherwise}}\end{matrix}}\right.}
크로네커 델타의 적분표현을 얻을 수 있다.
{\displaystyle \delta _{mn}={\frac {1}{2\pi i}}\oint z^{m-n-1}dz,}
여기서 적분경로는 0 주변을 반시계방향으로 도는 임의의 고리이다. 또한 이 적분은 복소평면 상에서 한바퀴 돌며 적분하는 것과 같으므로 아래와 같이 나타낼 수도 있다.
{\displaystyle \delta _{mn}={\frac {1}{2\pi }}\int _{0}^{2\pi }e^{i(m-n)\varphi }d\varphi ,}

## 응용
디지털 신호 처리 분야에서는, 위와 같은 개념을 ℤ에서 정의된 함수로 나타낸다.
{\displaystyle \delta (n)={\begin{cases}1,&n=0\\0,&n\neq 0\end{cases}}}
이 함수를 '임펄스', 혹은 '단위 임펄스'라고 부른다. 어떤 신호 처리 장치에 임펄스가 입력으로 주어졌을때, 출력으로 나오는 것을 임펄스 응답이라고 한다.

## 같이 보기
- 레비치비타 기호
- 디랙 델타 함수